# Мера, Росалия
Росалия Мера (28 января 1944 — 15 августа 2013) — испанская предпринимательница и общественная деятельница, самая богатая женщина Испании, совладелица бренда Zara. По данным Forbes состояние Росалии Меры оценивалось в 6,7 миллиардов долларов. Основательница благотворительного фонда Paideia.

## Биография

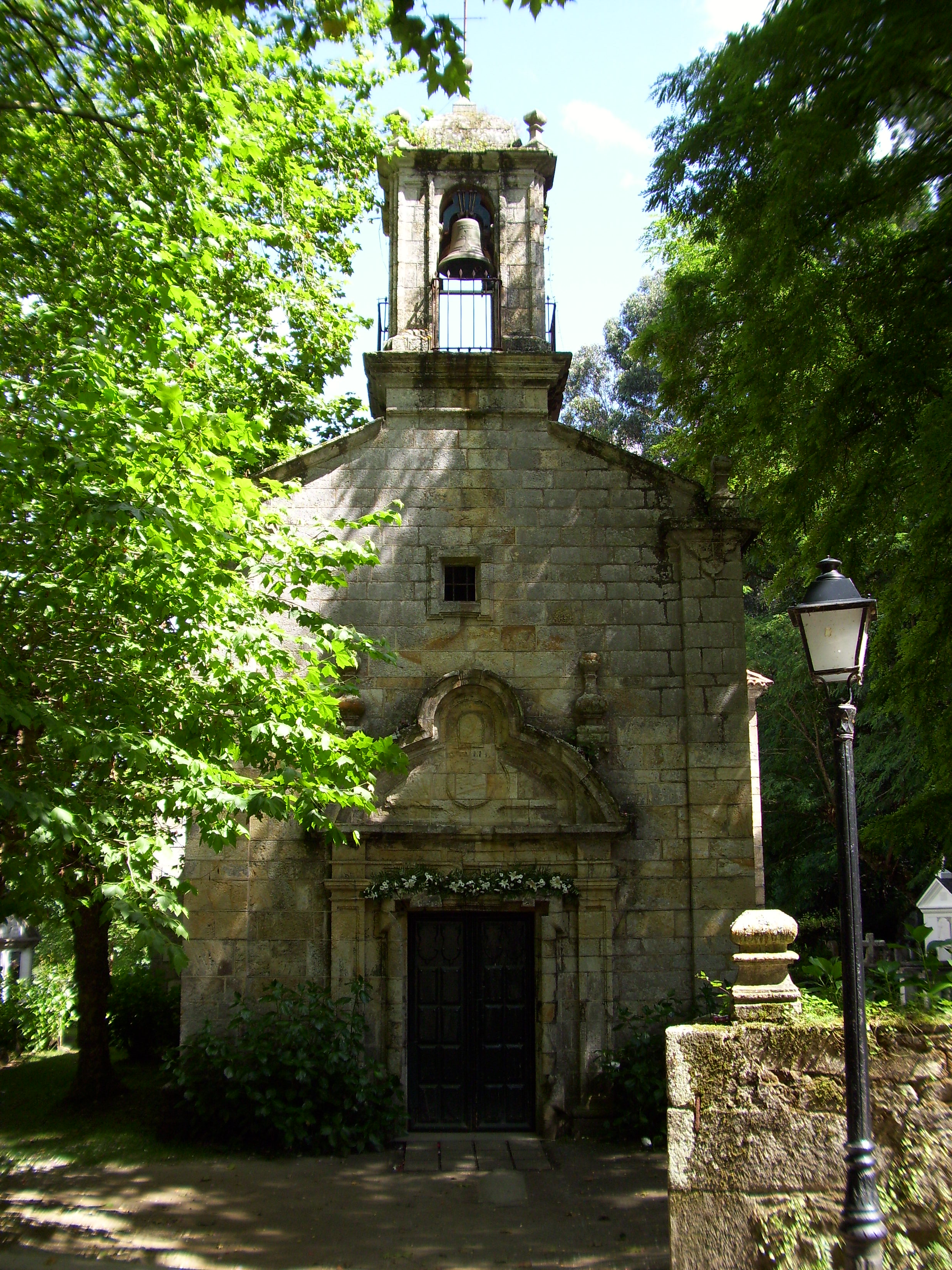
Церковь Santa Eulalia de Lians

Родилась 28 января 1944 года в Ла-Корунье. Профессию швеи Мера освоила ещё в 11 лет. Карьеру в модельном бизнесе Мера начала с 13 лет. В 1963 году вместе со своим будущим супругом Амансио Ортегой (сочетались браком в 1966 году) основала группу Inditex. В 1986 году развелась с мужем, но осталась в бизнесе. В 2004 году Росалия Мера вышла из совета директоров Inditex. В собственности Меры принадлежали 7 % акций холдинга.
Летом 2013 года во время отдыха на острове Менорка у неё случился инсульт. Частный самолёт доставил Меру в частную клинику в Ла-Корунье, где она и умерла от остановки сердца 15 августа 2013. года. Похоронена на кладбище церкви Santa Eulalia de Lians муниципалитета Олейрос (Ла-Корунья).

## Бизнес
Кроме модельного бизнеса Мера имела фермерское хозяйство по разведению морской рыбы, компанию по разработке онкологических медикаментов и инвестировала производителя систем дактилоскопирования новорожденных. В рейтинге Forbes она была самой богатой женщиной, построившей свой бизнес с нуля.